# Осада Александрии (1174)
Осада Александрии сицилийскими норманнами под командованием Танкреда ди Лечче продолжалась с 28 июля по 2 августа 1174 года и завершилась поражением и отступлением норманнов обратно на Сицилию.

## Предыстория
После того, как айюбидский султан Салах ад-Дин упразднил Фатимидский халифат в 1171 году, каирские сторонники Фатимидов начали против него заговор. Заговор возглавлял Умара ибн Аби аль-Хасан аль-Ямани, и в него входили некоторые египтяне, суданцы и тюркские офицеры и солдаты. Они также заключили союз с Иерусалимским и Сицилийским королевствами, пообещав им взамен деньги и земли. Однако в апреле 1174 года Салах ад-Дин смог расправиться с заговорщиками и наказать их: Умара был распят, а египтяне и суданцы были сосланы в Верхний Египет.
Латиняне не пришли заговорщикам на помощь из-за смерти своего короля Амори I и провала заговора, но сицилийский король Вильгельм II, который не был в курсе о провале заговора, послал им флот из 280 кораблей, 30 000 солдат и 1500 рыцарей под командованием своего двоюродного брата Танкреда ди Лечче.

## Ход осады
В июле 1174 года норманны высадились в Египте и 28 июля, прибыв в Александрию, начали её осаду. Немногочисленный гарнизон города был застигнут врасплох. Норманны начали атаковать городские стены с помощью осадных башен, мангонелей и катапульт, и защитникам пришлось отбивать атаку до наступления темноты. На следующий день норманны переместили свою осадную артиллерию ближе к стенам города и продолжили атаку, но защитники смогли её отразить благодаря подкреплениям из близлежащих деревень.
31 июля и 1 августа защитники города предприняли вылазки и, убив многих норманнов и уничтожив большую часть их осадной артиллерии, триумфально отступили обратно внутрь стен. Тем временем норманны получили известие, что Салах ад-Дин и его армия наступают на город, чтобы снять осаду. Вскоре об этом узнали и жители города, что подняло их боевой дух. 2 августа защитники снова предприняли ночную вылазку, вынудив норманнов вернуться к своим кораблям, выйти в море и отступить обратно на Сицилию.